# Jurigis Savickis
Jurgis Savickis (Raseniani, 4 maggio 1890 – Monte Carlo, 22 dicembre 1952) è stato uno scrittore lituano.
Dal 1939 lavorò come diplomatico in Francia; la sua opera più nota è Lituania sacra (1952), romanzo d'ispirazione patriottica.